# デヤン・ラディッチ
デヤン・ラディッチ（Dejan Radić、1980年6月8日 - ）は、セルビア出身のサッカー選手。ポジションはGK。

## 来歴
2000年、FKラド・ベオグラードでキャリアをスタートさせた。2003-04年シーズンはFKラドニチュキ・ベオグラードへ半年間レンタルされた。2004年、ロシアのアラニア・ウラジカフカスへ移籍。26試合に出場した。
2005年の夏、FKヴォイヴォディナ・ノヴィ・サドへ移籍。1年半クラブに在籍した。
2007年、ロシアのPFCスパルタク・ナリチクへ移籍。ナリチクでは43試合に出場した。
2010年1月、FCロストフへ移籍をした。契約期間は2年。

## 所属クラブ
- FKラド・ベオグラード 2000-2001
- FKラドニチュキ・ベオグラード 2003-2004
- FCアラニア・ウラジカフカス 2004-2005
- FKヴォイヴォディナ・ノヴィ・サド 2005-2006
- PFCスパルタク・ナリチク 2007-2009
- FCロストフ 2010-2012